# Hrabstwo Winona
Hrabstwo Winona (ang. Winona County) – hrabstwo w stanie Minnesota w Stanach Zjednoczonych. Hrabstwo zajmuje powierzchnię 1661 km². Według szacunków United States Census Bureau w roku 2010 liczyło 51 461 mieszkańców. Siedzibą administracyjną hrabstwa jest Winona.

## Miasta
- Altura
- Dakota
- Elba
- Goodview
- Homer (CDP)
- Lewiston
- Minnesota City
- Rollingstone
- St. Charles
- Stockton
- Utica
- Winona

## Sąsiednie hrabstwa
- Hrabstwo Wabasha (północny zachód)
- Hrabstwo Buffalo (północ)
- Hrabstwo Trempealeau (północny wschód)
- Hrabstwo La Crosse (wschód)
- Hrabstwo Houston (południe)
- Hrabstwo Fillmore (południowy zachód)
- Hrabstwo Olmsted (zachód)